# Nyctemera plana
Nyctemera plana är en fjärilsart som beskrevs av Wichgraf 1921. Nyctemera plana ingår i släktet Nyctemera och familjen björnspinnare. Inga underarter finns listade i Catalogue of Life.